# 布鲁克兰兹
布鲁克兰兹是一条建在英国萨里郡韦布里奇附近的2.75英里（4.43）长的赛车赛道和机场。它于1907年开放，是世界上第一条专门建造的赛车赛道， 也是英国最早的机场之一，于1918年成为英国最大的飞机制造中心，用于生产军用飞机。
该赛道于1939年8月举行了最后一场比赛，今天它的一部分构成了布鲁克兰兹博物馆，是一个主要的航空和汽车博物馆，也是老式汽车、摩托车和其他相关活动的场地。

## 脚注
1. ↑  在布鲁克兰兹开放之前有一些场地也举办过赛车比赛，但它们最初都是为赛车以外的目的建造的。